# Milasa
Milasa (en llatí: Mylassa o Mylasa, en grec antic: Μύλασσα, o Μύλασα) va ser la principal ciutat de Cària. Era en una plana fèrtil a l'oest del país, al peu d'una muntanya, abundosa en marbre blanc del que eren construïts els temples (els principals els de Zeus Osogos i Zeus Labrandeos) i alguns edificis. Correspon a la ciutat otomana de Melasso o Melassa on hi ha força ruïnes però la majoria dels edificis de marbre van ser desmuntats per reutilitzar el material en la construcció de mesquites. La grafia moderna és Milas. El temple de Zeus Labrandeos era al poble veí de Labranda, sobre un turó, i comunicava amb Milasa per un camí anomenat «Sagrat» de 60 estadis de longitud, i per allà circulaven les processons fins al temple. Els principals ciutadans de Milasa eren sacerdots de Zeus de per vida. La ciutat era molt antiga, i es diu que va ser el lloc de naixement i residència dels reis caris abans que Halicarnàs en fos la capital. El seu punt més proper a la costa era Fiscos (Esteve de Bizanci l'anomena Passala), el port de Milasa, a una distància de 80 estadis. Ateneu de Nàucratis explica una anècdota que parla de l'esplendor de Milasa (viii. pàg. 348) i diu que el músic Estratònic, en arribar a Milasa i observar la gran quantitat de temples, però amb pocs habitants, es va situar al mig de la plaça del mercat i va exclamar: «Escolteu-me, oh temples». Filip de Macedònia, fill de Demetri II, va organitzar diversos atacs a la ciutat per ocupar-la, i segurament els romans, quan van vèncer el rei selèucida Antíoc III, en compensació, van declarar lliures els seus ciutadans.
Un rei de Milasa, Arselis, va ajudar a Giges a ocupar el tron del regne de Lídia, cosa que indica l'aliança de Lídia amb els regnes veïns. Com gran part de l'Àsia Menor va passar a mans dels perses aquemènides al segle vi aC i Milasa n'era la ciutat principal. Entre els anys 460 aC i 450 aC Milasa, com altres ciutats de Cària, va formar part de la Lliga de Delos, però més tard, a finals del segle, va caure altra vegada sota el domini aquemènida. Va ser la capital dels sàtrapes i reis de Cària, coneguts com la dinastia hecatòmpida, fundada per Hecatompos i continuada pels seus descendents, entre ells el famós Mausol, però Mausol va establir la capital a Halicarnàs. L'any 334 aC Alexandre el Gran la va incorporar a Macedònia i a la seva mort el 323 aC va passar a Lisímac de Tràcia i després a Antígon el Borni, fins que acabada la batalla d'Ipsos el 301 aC va quedar per Seleuc I Nicàtor.
Aviat va esclatar la guerra amb els pobles veïns de la ciutat de Euromos, i Milasa va obtenir la victòria i va conquerir algunes ciutats dels seus enemics (Euromos, Olymos i Labranda) però després es va haver de sotmetre a Rodes.
Després de les campanyes de Gneu Pompeu Magne, tota l'Àsia Menor va passar a dependre de Roma (67 aC - 64 aC). Cap a l'any 40 aC va patir les conseqüències de les guerres civils a Roma. Llavors hi vivien dos famosos oradors, Eutidem i Hibreas. Aquest darrer es va enfrontar amb Quint Labiè, el general romà traïdor aliat amb els parts, i va haver de fugir a Rodes. Labiè va marxar amb un exèrcit contra Milasa i la ciutat va patir força destrucció, però després es va reconstruir. Va passar a dependre de Roma al mateix temps que Rodes i durant més de 1000 anys era una ciutat romana i romana d'Orient. Tàcit va ser governador d'Àsia (112-113) i així consta en una inscripció a la ciutat.